# 大阪市立東淀川図書館
大阪市立東淀川図書館（おおさかしりつひがしよどがわとしょかん）は、大阪市東淀川区にある大阪市立図書館の分館。

## 施設概要
- 開館：1980年（昭和55年）4月23日（1998年（平成10年）3月7日建替）
- 延床面積：1,208.53平方メートル
- 閲覧室：698平方メートル

（図書館は3階、1階は屋内プール、2階はトレーニングルーム、4階は東淀川会館）

## 開館時間
- 火曜日 - 金曜日：午前10時 - 午後7時
- 土曜日、日曜日、11月3日：午前10時 - 午後5時

## 休館日
- 月曜日
- 国民の祝日と国民の休日（11月3日「文化の日」は開館）
- 年末年始
- 毎月末日
- 蔵書点検期間

## 所蔵
- 図書：約11万冊
- 雑誌：151タイトル
- 新聞：19紙
- ビデオ：約2,400本
- CD：約3,500枚
- カセットテープ：約100本

（2005年3月末現在）
（カセットテープの貸し出しは2021年3月17日で終了）

## 貸出
- 1人15冊まで（うち、CD・DVD・カセットは5点まで）15日間[1]

## アクセス
- 阪急京都本線・千里線 淡路駅 東出口から南へ約800m